# Lukintxi
Lukintxi (en rus: Лукинчи) és un poble de la República de Komi, a Rússia, segons el cens del 2010 tenia 17 habitants.